# K.u.k. Infanterieregiment „Ritter von Milde“ Nr. 17
Das k.u.k. Infanterieregiment „Ritter von Milde“ Nr. 17 war ein Regiment der Gemeinsamen Armee Österreich-Ungarns. Im November 1916 wurde der vierjährige Kronprinz Otto auf Wunsch seines Vaters Karls I. zum letzten Regimentsinhaber ernannt. Von diesem Zeitpunkt an hieß es inoffiziell Infanterieregiment „Kronprinz“ Nr. 17.

## Geschichte
Das Regiment wurde am 13. Februar 1674 von Heinrich Graf von Reuß-Plauen als Regiment Reuß–Plauen zu Fuß aufgestellt. Nachdem es 1679 aufgelöst worden war, wurde es zwei Jahre später erneut von Ferdinand Freiherr von Stadl aufgestellt.
Nach seiner Neuaufstellung 1681 war es zunächst in den Vorlanden stationiert und warb dort auch die Mannschaften an. Mit der Vergabe der Stammnummern 1769 wurde dem Regiment die 17 zugewiesen. 1771 erhielt es den Ergänzungsbezirk Böhmen zugewiesen. Der Regimentsstab war in Leitmeritz untergebracht. Von 1807 bis 1817 ergänzte es sich aus dem Kreis Jungbunzlau in Mittelböhmen, bevor das Regiment seinen endgültigen Ergänzungsbezirk Krain erhielt. Der Stab befand sich in Laibach. Zwischen 1857 und 1860 ergänzte es sich kurzfristig zudem aus Kroatien und Fiume.
Die erste Regimentsschule wurde 1782 in Prag eingerichtet, bevor sie nach Kosmanos verlegt wurde. Von 1824 an fand die Ausbildung in Laibach statt. 1893 wurde der Sitz von drei Bataillonen von Laibach nach Klagenfurt verlegt. Lediglich das I. Bataillon verblieb am Standort Laibach. Im Zuge der ab Mai 1917 begonnenen Neuorganisation der Armee wurde die Feldstärke der Infanterieregimenter ab Herbst 1917 von vier auf drei Feldbataillone reduziert. Infolgedessen wurde das VI. Bataillon des Regiments mit anderen Bataillonen zur Aufstellung des 117. Infanterie-Regiments herangezogen.
Der „17er Regimentsmarsch“ stammt aus der Feder von Friedrich Korolanyi.

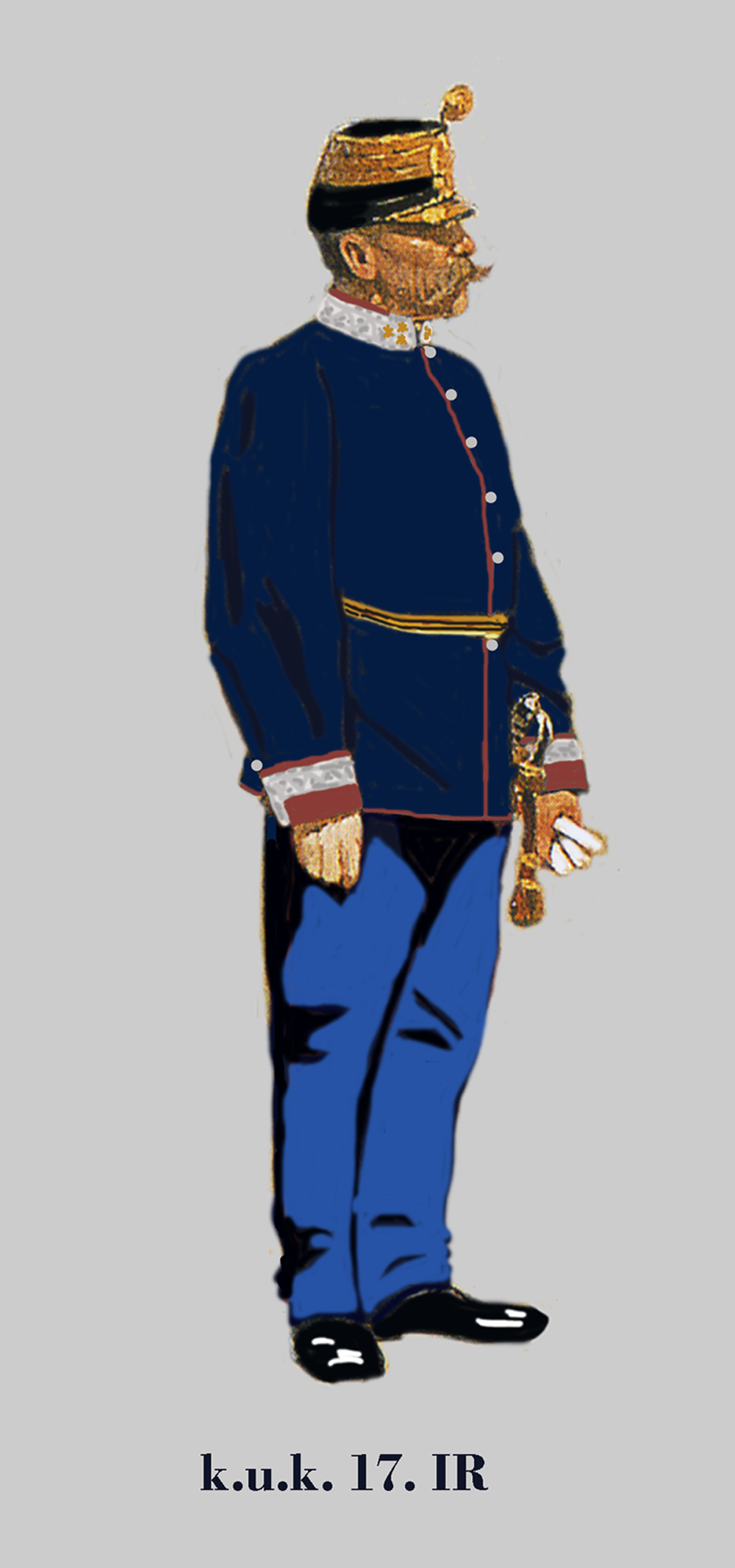
Oberst des 17. InfReg. in Paradeadjustierung

### Stand Juli 1914
- Unterstellt: 12. Infanterie-Brigade – 6. Infanterie-Truppendivision – III. Armeekorps
- Umgangssprachen bei Mannschaften: 86 % slowenisch –  14 % verschiedene
- Ergänzungsbezirkskommando und Ersatzbataillonskader: Laibach
- Dislozierung: Stab, II., III., IV. Baon: Klagenfurt – I. Baon: Laibach
- Kommandant: Oberst Adolf Freiherr von Stillfried und Rathenitz
- Bataillonskommandanten: Oberstleutnant Karl Breidl (I.), Oberstleutnant August Zell (IV.), Oberstleutnant Franz Perner (II.), Major Hugo Ventour von Thurmau (III.)[8]
- Deutsche Uniform – Egalisierungsfarbe: rotbraun – Knöpfe: weiß[9]

### Soldatenaufstand in Judenburg

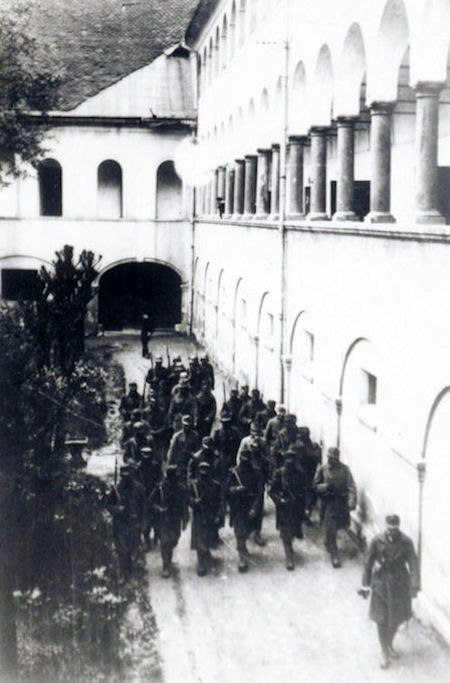
Aufständische aus Judenburg werden zur Exekution eskortiert.

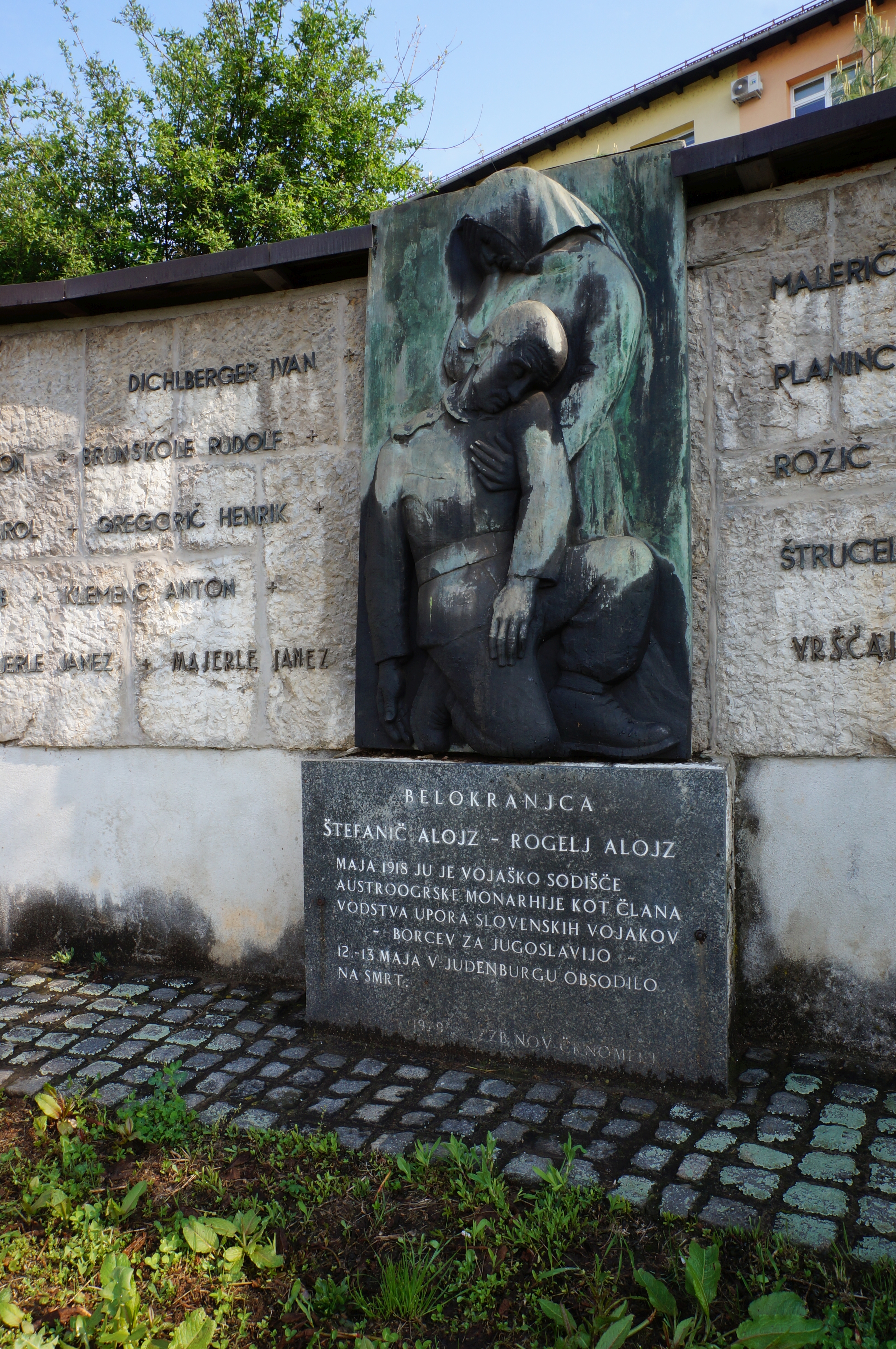
Denkmal für hingerichtete weißkrainer Soldaten in Črnomelj

Am 12. Mai 1918 brach unter den Angehörigen des in Judenburg stationierten XL. Marschbataillons ein Aufstand aus. Die Mehrzahl der 2600 dort stationierten Soldaten waren Slowenen. Angeheizt wurde der Aufstand durch eine Reihe von Faktoren, die im Frühjahr 1918 die Stimmung in der Armee anspannten. Die sich verschlechternde Versorgungssituation und eine allgemeine Kriegsmüdigkeit trugen dazu ebenso bei, wie der Umstand, dass die Reihen der Armee verstärkt durch Minderjährige, alte Männer, kaum genesene Verwundete und aus russischer Kriegsgefangenschaft freigelassene Gefangene der k.u.k. Armee aufgefrischt wurden. Dabei verbreiteten die nach dem Frieden von Brest-Litowsk freigelassenen Gefangenen auch die Ideen der Oktoberrevolution unter den Soldaten. Aus ähnlichen Gründen war es bereits im Februar 1918 zum Matrosenaufstand von Cattaro gekommen. Großen Einfluss hatte auch die Idee des Zusammenschlusses der Südslawen zu einem Jugoslawien.
Zudem wirkten sich im Falle des Marschbataillons des Infanterie-Regimentes Nr. 17 einige lokale und zeitliche nahe liegende Faktoren zusätzlich aus. So war die Truppe in Judenburg zum Großteil in unbewachten, nicht umzäunten Baracken einquartiert und konnte beliebig ein- und ausgehen. Außerdem war drei Tage vor dem Aufstand, die bereits spärliche Brotration rückwirkend gekürzt worden, so dass an dem Tag nur 50 g Brot je Mann ausgegeben wurden. Da es Anzeichen gab, dass es bald wieder an die Front gehe, kam es zu Trinkexzessen. Vom Alkohol aufgeheizt, wurden zunächst Kantine und Küche geplündert, bevor man bewaffnet durch die Stadt zog und um Frieden und Brot grölte. Dem plündernden Zug schlossen sich bald auch mehrere hundert Zivilisten an. Als man versuchte die Aufständischen aufzuhalten und ziellos mit Maschinengewehren in die Meute schoss, gab es die ersten Toten. Nachdem am nächsten Tag Verstärkungen angerückt waren, konnte der Aufstand niedergeschlagen werden. Laut unmittelbar eingesetzten Standgericht, beteiligten sich fast 1200 Mann an dem Aufstand, die bis auf knapp 400 Mann alle festgenommen werden konnten. Sieben als angebliche Rädelsführer ausgemachte Meuterer wurden zwischen dem 16. und 18. Mai 1918 vor dem angetretenen Bataillon standrechtlich erschossen: Anton Hafner, Karel Možina, Alojz Štefanič, Joso Davtovič, Alojz Rogelj und ein Soldat namens Hrachovina. Alle hingerichtete Slowenen bekannten sich dazu, ihr Leben für die Idee eines jugoslawische Staates zu opfern. Einer wurde zu einer lebenslangen Haftstrafe begnadigt. Dem Aufstand selbst waren sieben Menschen zum Opfer gefallen, darunter eine Frau. Knapp 30 Personen waren verletzt worden.

## Gefechtskalender

### Holländischer Krieg
- 1675 Schlacht bei Goldscheuer

### Spanischer Erbfolgekrieg
- 1702 Belagerung der Festung Landau. In der Schlacht bei Friedlingen gegen die Franzosen fällt der Regimentsinhaber Karl Egon Fürstenberg-Möskirch.
- Von 1705 bis 1712 in Oberitalien unter dem Oberbefehlshaber der Antifranzösischen Koalition Prinz Eugen von Savoyen
- 1705 Schlacht bei Cassano
- 1706 Schlacht von Turin
- 1707 Belagerung von Toulon
- 1708 Besetzung des Kirchenstaates

### Venezianisch-Österreichischer Türkenkrieg
- 1716 Schlacht von Peterwardein gegen die Osmanen und anschließender Teilnahme an der Belagerung von Temesvár
- 1717 Schlacht von Belgrad

### Russisch-Österreichischer Türkenkrieg
- 1737 Teilnahme am Feldzug nach Serbien und an der Verteidigung der Festung Užice

### Österreichischer Erbfolgekrieg
- 1741 Schlacht bei Mollwitz im Ersten Schlesischen Krieg
- 1742 Belagerung von Prag
- 1745 Gefecht bei Habelschwerdt im Zweiten Schlesischen Krieg
- 1745 Schlacht von Soor

### Siebenjähriger Krieg
- 1756 Schlacht bei Lobositz und gescheiterter Entsatz bei der Belagerung bei Pirna
- 1757 Schlacht bei Prag, Schlacht bei Breslau, Schlacht bei Leuthen
- 1758 Belagerung von Olmütz
- 1760 Schlacht bei Torgau
- 1761 Erstürmung von Schweidnitz
- 1762 Verteidigung von Schweidnitz

### Erster Koalitionskrieg
- 1794 Schlacht bei Maubeuge, Schlacht bei Fleurus, Schlacht bei Charleroi, Gefechte bei Limburg und Düren
- 1795 Belagerung von Mainz
- 1796 Schlacht bei Wetzlar,  Belagerung der Festung Kehl, Schlacht bei Amberg, Schlacht um Würzburg, Schlacht bei Limburg

### Zweiter Koalitionskrieg
- 1799 Belagerung von Ancona
- 1800 Belagerung von Genua, Schlacht bei Marengo, Schlacht am Mincio

### Dritter Koalitionskrieg
- 1805 Schlacht bei Günzburg, Schlacht bei Neresheim, Schlacht bei Haslach-Jungingen

### Fünfter Koalitionskrieg
- 1809 Schlacht bei Ursensollen, Schlacht bei Eggmühl, Schlacht bei Regensburg, Schlacht bei Aspern, Schlacht bei Wagram, Schlacht bei Znaim

### Sechster Koalitionskrieg
- 1813 Schlacht um Dresden, Völkerschlacht bei Leipzig
- 1814 Schlacht bei Mâcon, Schlacht bei Lyon, Schlacht bei Limonest
- 1815 Schlacht bei Altkirch, Schlacht bei Belfort

### Revolution 1820/21
- 1821 Beteiligung an der Niederschlagung revolutionärer Unruhen im Piemont und Neapel

### Erster Italienischer Unabhängigkeitskrieg
- 1848 Schlacht von Curtatone und Montanara, Schlacht von Goito, Schlacht bei Sommacampagna, Schlacht bei Custozza, Beteiligung an der Niederschlagung des Aufstandes in Mailand
- 1849 Schlacht bei Gambolò, Teilnahme an der Belagerung von Bologna und Ancona

### Ungarischer Unabhängigkeitskrieg
- 1849 Dritte Schlacht bei Komorn, Gefecht bei Kács

### Zweiter Italienischer Unabhängigkeitskrieg
- 1859 Schlacht von Solferino

### Dritter Italienischer Unabhängigkeitskrieg
- 1866 Schlacht bei Custozza

### Okkupationsfeldzug in Bosnien

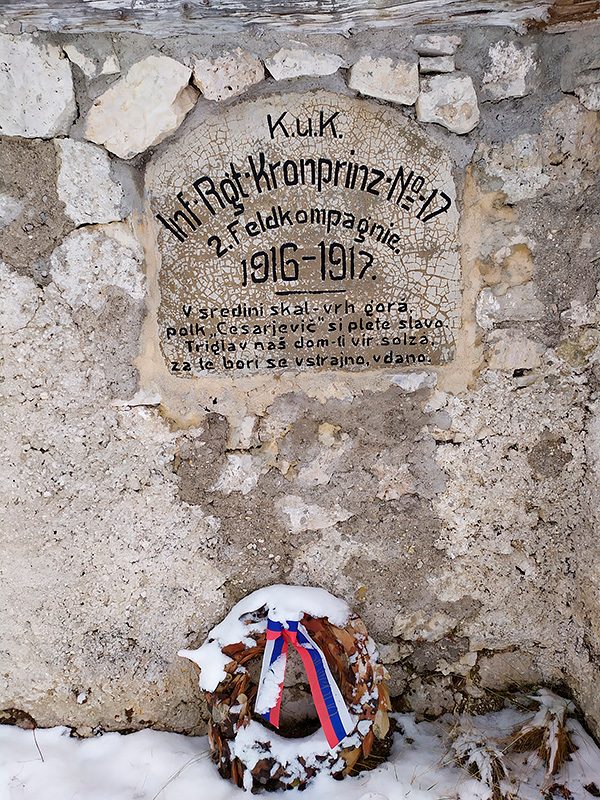
Gedenkstein am Monte Chiesa südwestlich des Ortigara

- 1878 Gefechte bei Jajce und Livno[13]

### Erster Weltkrieg

#### Galizien und Karpaten
Bei Ausbruch des Ersten Weltkrieges war das Regiment dem III. Korps, dem sogenannten „Eisernen Korps“, zugeordnet. Letzteres unterstand der 2. Armee, die für den russischen Kriegsschauplatz bestimmt war. Am 12. August 1914 ging das Regiment mit der Eisenbahn nach Galizien ab und erreichte drei Tage später Mykolajiw südlich von Lemberg. Kurz danach, am 22. August, wurde das III. Korps und damit auch das 17. Infanterie-Regiment der von General Rudolf von Brudermann geführten 3. Armee zugewiesen. Als Teil der 6. Infanterie-Truppendivision nahm es in den nächsten Monaten an den Kämpfen in Ostgalizien teil. War es in der Schlacht von Kraśnik (23. bis 25. August) noch mit Sicherungsaufgaben betraut, griff es in den anschließenden Kämpfen um Lemberg ein. Bereits im ersten Gefecht in der Schlacht bei Złoczów am 26. August hatte das Regiment hohe Verluste zu verzeichnen, als es beim Angriff auf die russischen Linien bei Gologory in kombiniertes Artillerie- und Maschinengewehrfeuer geriet. Bei den Kämpfen wurde unter anderem der Regimentskommandeur schwer verwundet und musste ersetzt werden. Des Weiteren fielen die Hälfte der Offiziere und ein Großteil der für den Angriff abgestellten Mannschaften aus.
Trotz der Ausfälle nahm das Regiment im Verband des III. Korps in den Folgetagen an den für die 3. k.u.k. Armee nicht weniger verheerenden Niederlagen in der Schlacht an der Gnila Lipa (29. bis 30. August) sowie an der Schlacht von Gródek (8. September) teil.
Zwischen Oktober und November 1914 kämpfte das Regiment am San. Am 5. November zog es sich auf den Duklapass in den Karpaten zurück, um am 30. November weiter in Richtung Ungarn zurückzuweichen. Im Winter 1914/15 nahm es an der Schlacht in den Karpaten teil. Anfang 1915 wurde die 6. Infanterie-Truppendivision der Armeegruppe Pflanzer-Baltin zugewiesen, aus der sich später die 7. Armee formieren sollte. Nach den verlustreichen Kämpfen in den Karpaten wies das Regiment Ende Februar 1915 nur noch eine Stärke von 320 einsatzfähigen Männern auf.
Im Sommer 1915 stand es am Dnjestr. Nach Beginn der Dritten Isonzoschlacht am 22. Oktober 1915 wurde das 17. Infanterie-Regiment an den italienischen Kriegsschauplatz an den Isonzo zur 3. Armee verlegt.

#### Dritte und Vierte Isonzoschlacht
Bereits nach dem italienischen Kriegseintritt im Mai 1915 war das X. Marschbataillon an den Isonzo abgegangen und bildete mit Marschbataillonen anderer Regimenter die 178. Infanterie-Brigade. In der Ersten Isonzoschlacht als Reserve der 6. Gebirgsbrigade eingesetzt, stand es Ende Juni auf dem Karst bei Doberdò.
Nach der Ankunft des Regiments vom russischen Kriegsschauplatz ging es umgehend am Görzer Brückenkopf auf die Podgora und nach Oslavija auf der orographisch rechten Seite des Isonzo in Stellung. In den Abwehrkämpfen der Dritten Isonzoschlacht verlor das Regiment bis zum Ende der italienischen Offensive am 4. November 1915 fast die Hälfte seines Standes. Das abgekämpfte Regiment wurde in der am 9. November fast anschließend begonnenen Vierten Isonzoschlacht zunächst zurückgehalten. Erst nachdem die Reserven nach wiederholten italienischen Angriffen aufgebraucht waren, wurde es wieder an die Front bei Oslavija beordert. Noch vor Ende der Vierten Isonzoschlacht wurde das seit seiner Ankunft in Italien aus seiner Stammdivision herausgelöste Regiment wieder der 6. Infanterietruppendivision unterstellt. In den nächsten Monaten verblieb das Regiment am Isonzo und war im Frontabschnitt am Monte San Michele (276 m) südwestlich von Görz eingesetzt.

#### Südtiroloffensive
Mitte März 1916 wurde das 17. Infanterie-Regiment im Rahmen des Aufmarsches zur Südtiroloffensive nach Tirol verlegt. Das weiterhin der 6. Infanterietruppendivision und dem III. Korps unterstellte Regiment war nun Teil der zur Heeresgruppe Eugen gehörenden und von General Viktor Dankl befehligten 11. Armee. Nach den Plänen Franz Conrad von Hötzendorfs sollte das III. Korps Richtung Asiago vorstoßen. Noch bevor das III. Korps an der Offensive teilnahm, war es am 20. Mai der 3. Armee unterstellt worden. Als am 21. Mai das III. Korps im Raum Passo Vezzena nach Osten vorrückte, stand das vom österreichische Generalstabswerk als „Spitzenregiment“  bezeichnete Infanterie-Regiment Nr. 17 zunächst als Korpsreserve zur Verfügung, wurde aber noch am gleichen Tag angefordert und vom Etschtal herangeführt. Im Zuge der Besetzung von Asiago lag das Regiment mit der 12. Infanteriebrigade nördlich von Asiago und rückte zwischen der Assaschlucht und dem Val di Nos vor. Am Abend des 27. Mai besetzte das Regiment den zwischen Caserma Interrotto und Tagliata Val d’Assa gelegenen Bergrücken. Anschließend rückte es auf Camporovere vor und stand am 29. Mai zwischen Asiago und Gallio. Bei Einstellung der Offensive lag das Regiment südöstlich dieser Linie bei der Ortschaft Pennar.

#### Ortigaraschlacht
Infolge der Rücknahme der Frontlinie auf die leichter zu verteidigende sogenannte Winter- oder Dauerstellung, stand das Regiment ab Ende Juni 1916 nördlich von Asiago, südöstlich der Cima Dodici (2337 m) am Monte Chiesa (2061 m), an der vom Monte Ortigara (2106 m) in südwestlicher Richtung verlaufenden österreichisch-ungarischen Hauptwiderstandslinie. Im nördlich angrenzenden Frontabschnitt am Monte Campigoletti (2052 m) lag das slowenische k.u.k. Feldjägerbataillon Nr. 7, während im Süden am Monte Forno (1911 m) das k.u.k. Infanterieregiment Nr. 27 in Stellung lag. Bereits am 8. Juli griffen Alpini-Einheiten den vom Regiment gehaltenen Frontabschnitt an, wurden aber unter großen Verlusten zurückgewiesen. Nach einem weiteren Angriff auf den ebenfalls vom Infanterie-Regiment Nr. 17 gehaltenen und benachbarten Monte Cucco, bei dem die Alpini kurzzeitig in die Schützengräben eindringen konnten, aber wieder durch einen Gegenangriff hinausgeworfen wurden, kam es 1916 zu keinen weiteren italienischen Angriffen auf den vom Infanterie-Regiment Nr. 17 gehaltenen Frontabschnitt. Im Oktober wurden zeitweise zahlreiche Angehörige des Regiments zur Auffrischung des 3. Kaiserjägerregiments abgestellt, nachdem die Kaiserjäger auf dem Pasubio schwere Verluste hinnehmen mussten.

Am Monte Chiesa 1916–1917
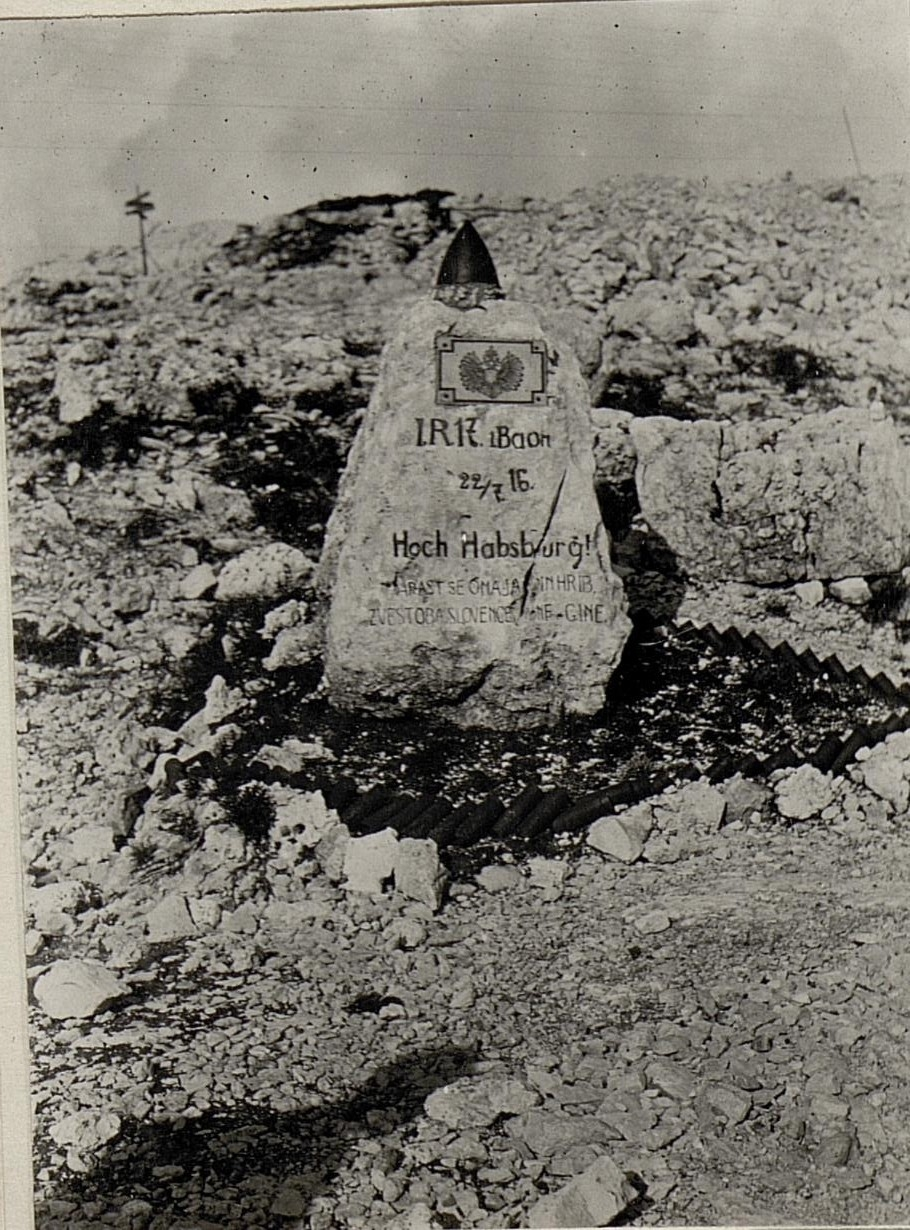
Gedenkstein am Monte Chiesa
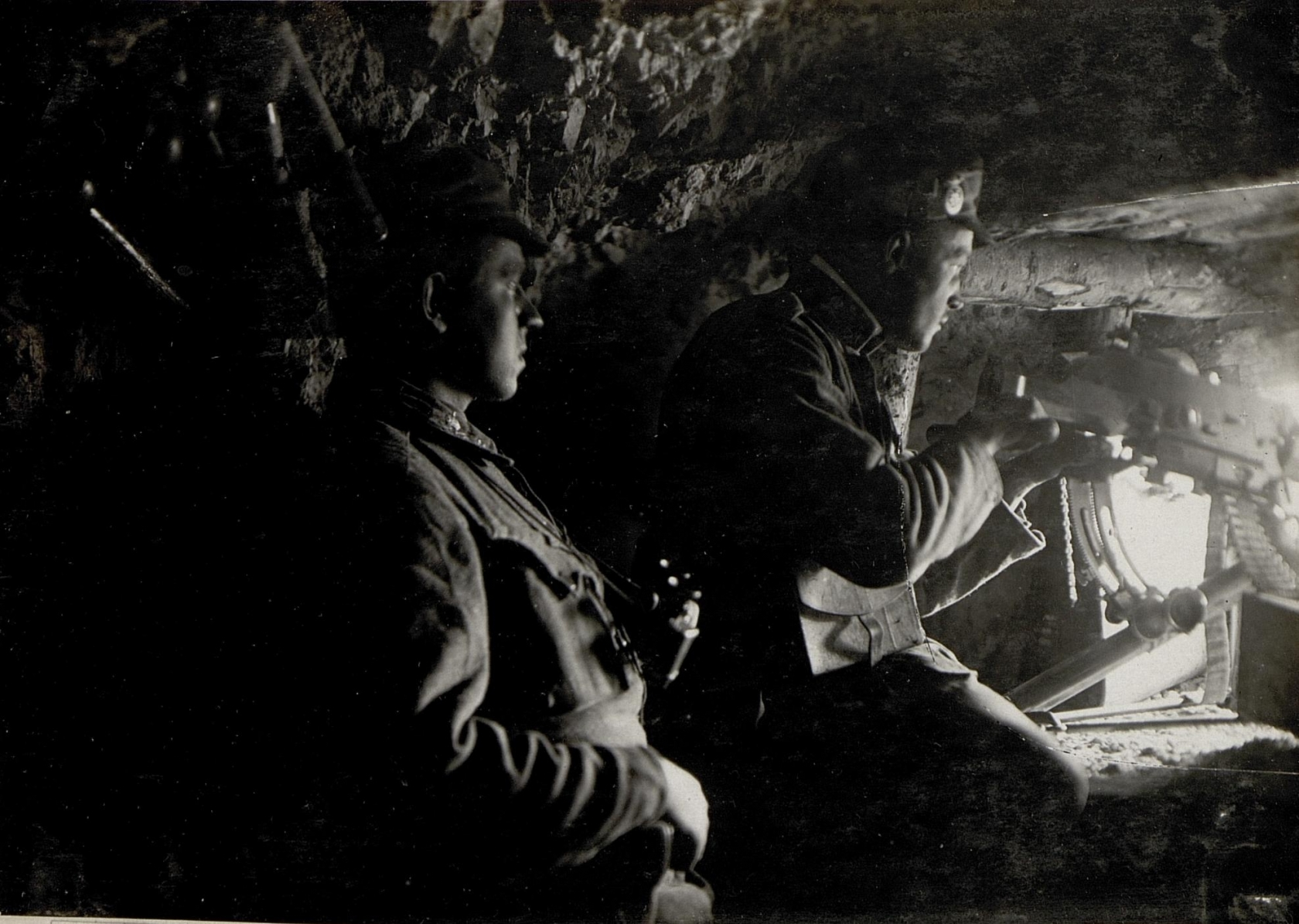
Maschinengewehr-Kaverne am Monte Chiesa
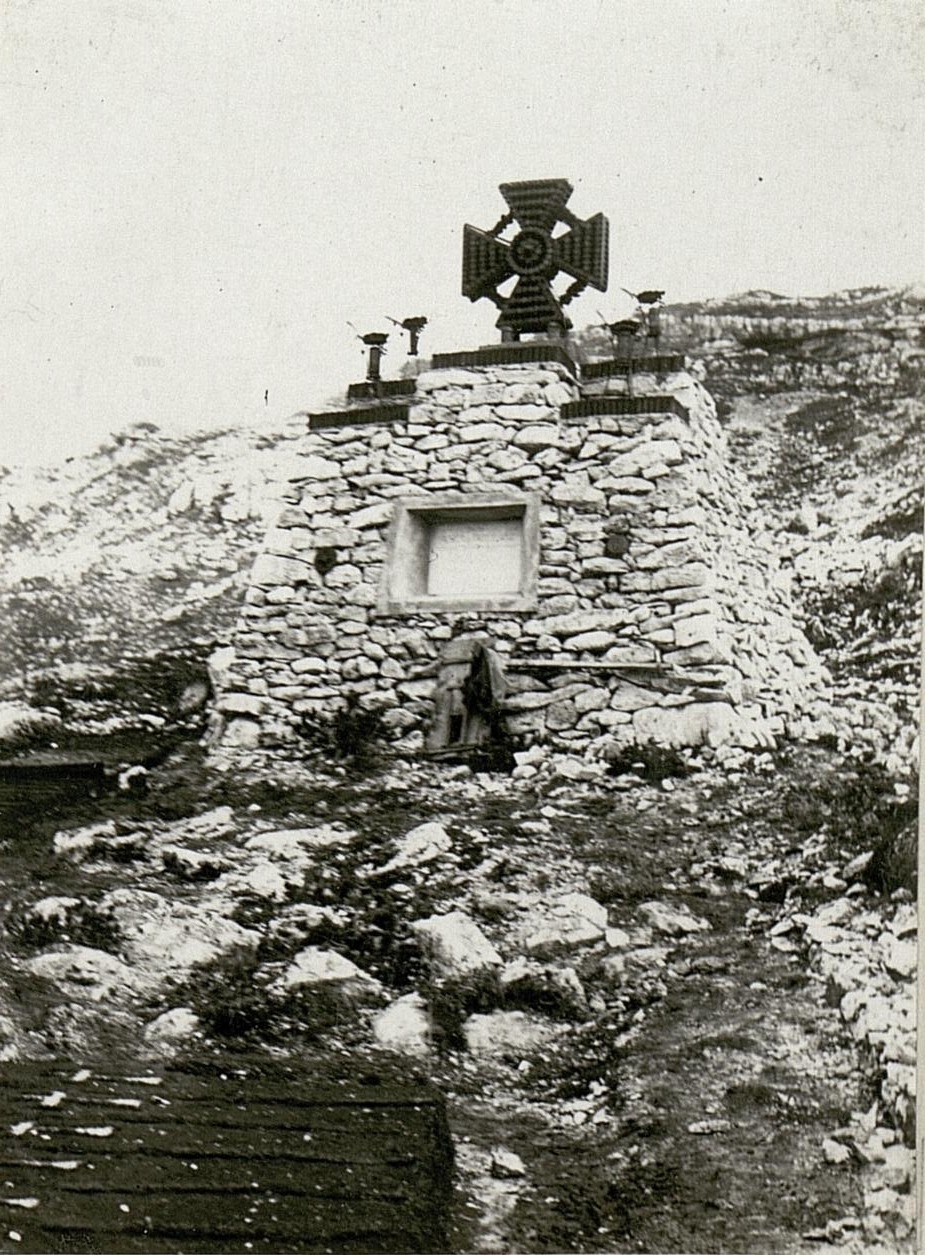
Regimentsfriedhof an der Kaiser Karl Straße unterhalb von Cima Dodici

Bis zum Winter wurde der Frontabschnitt um den Monte Chiesa vom Regiment festungsartig mit granatsicheren Kavernen, kavernierten Maschinengewehrständen und Unterständen ausgebaut. Für die Versorgung mit Nachschub wurde die Kronprinz-Otto-Straße erbaut und Seilbahnen errichtet. Das Regiment überwinterte auf 2000 m in seinem zugewiesenen Frontabschnitt. Zunehmend machte sich die schlechte Versorgungslage bemerkbar. Im Frühjahr 1917 mussten 70 Mann für landwirtschaftliche Arbeiten in ihre Heimatorte abgestellt werden. Mit Beginn des Frühjahrs wurden erfolgreich Stoßtruppunternehmungen gegen die gegenüberliegenden italienischen Linien unternommen, nachdem diese neue Taktik im Herbst 1916 bei der österreichisch-ungarischen Armee eingeführt worden war.
Bei der am 10. Juni 1917 beginnenden Ortigaraschlacht stand das Infanterie-Regiment Nr. 17 immer noch am Monte Chiesa. Zwar wurde der Monte Chiesa weder von den Alpini noch von der italienischen Infanterie direkt angegriffen, dennoch hatte das Regiment an den ersten beiden Schlachttagen knapp 50 Ausfälle durch Artillerie- und Minenwerferfeuer zu verzeichnen. Unterstützung leistete man bei der Abwehr der von den Italienern direkt angegriffenen nördlich und südlichen Nachbarabschnitte am Monte Campigoletti und Monte Forno. Bis zum Ende der Ortigaraschlacht am 29. Juni wurde der vom Regiment gehaltene Abschnitt infanteristisch nicht angegriffen.

#### Erste Piaveschlacht bei Asiago
Das Regiment verblieb bis Anfang November 1917 am Monte Chiesa, als nach der Zwölften Isonzoschlacht auch die Front auf der Hochebene von Asiago in Bewegung geriet. Nach dem am 7. November 1917 begonnenen Rückzug der italienischen 1. Armee setzte die auf der Hochebene stehende österreichisch-ungarische Heeresgruppe den abziehenden italienischen Truppen nach. Im Rahmen dieser Ersten Piaveschlacht, von den Italienern als Halteschlacht (italienisch Battaglia d’arresto) bezeichnet, kam es zu einer Reihe von Gefechten im nordöstlichen und östlichen Bereich der Hochebene, bei denen die italienischen Truppen hartnäckig Widerstand leisteten. Am 10. November nahm das Regiment zusammen mit dem Infanterie-Regiment Nr. 27 und der von Otto Ellison von Nidlef  befehligten 1. Kaiserjägerbrigade am verlustreichen Angriff auf Gallio teil. Nach Gegenangriffen der Infanterie-Brigaden „Pisa“ und „Toscana“ und des 5. Bersaglieriregiments musste der Angriff abgebrochen werden. Der nordöstlich gelegene Monte Longara (1612 m) musste nach Gegenangriffen der Infanterie-Brigade „Toscana“ am 11. November gleich zweimal wieder geräumt werden. Im südlich angrenzenden nach Gallio abfallenden Bergrücken konnte das Infanterie-Regiment Nr. 17 trotzt wiederholter verlustreicher Angriffe erst nach dem Abzug der italienischen Truppen am 13. November vorrücken und Gallio besetzen.
In der Folge rückte das Regiment zur Unterstützung des Angriffes auf den südöstlich von Gallio gelegenen Monte Sisemol vor, wobei jegliche Angriffsversuche ohne Erfolg blieben. Am Nordhang des Sisemol verblieb es bis Ende November, als es mitsamt der 6. Infanterie-Division zur Retablierung aus der Front abgezogen wurde. Zwei Wochen später lag das Regiment erneut zu Füßen des Monte Sisemol in Vorbereitung des Angriffes auf den benachbarten Monte Valbella. Am 23. Dezember 1917 griff die 6. Infanterie-Division die Linie Monte Valbella, Col del Rosso und Col d’Ecchele südöstlich von Gallio nach intensiver Artillerievorbereitung an, nachdem über 500 Geschütze verschiedenster Kaliber, und unter ausgiebiger Verwendung von Giftgasgranaten, die italienischen Linien beschossen hatten. Die neue Linie war trotz italienischer Gegenangriffe am 25. Dezember vollständig in österreichisch-ungarischer Hand. An den ersten Angriffstagen hatte die Division knapp 700 Ausfälle zu beklagen. Die Infanterie-Brigade Nr. 12 mit den beiden Infanterie-Regimentern Nr. 17 und 27 verblieb bis zum 25. Jänner in der neuen Stellung und ging anschließend zur Retablierung ab.

#### Zweite Piaveschlacht bei Asiago
Ab März 1918 stand das Infanterie-Regiment Nr. 17 bis zum Kriegsende bei Canove, einem Ortsteil von Roana, südwestlich von Asiago. Ab Ende März standen dem Regiment britische Einheiten der 23rd und 48th Division gegenüber, die im darauffolgenden Monat wiederholt gegen die vom Infanterie-Regiment Nr. 17 gehaltene Linie vorgingen. Als am 15. Juni 1918 die letzte österreichisch-ungarische Offensive mit der Zweiten Piaveschlacht losbrach, stand das Regiment nach einer kurzen Erholungspause erneut bei Canove. Der Angriff brach innerhalb weniger Stunden aufgrund fehlender Artillerieunterstützung vor den Linien der britischen 23rd Division bei Cesuna zusammen. Die österreichisch-ungarische Artillerie war zuvor niedergekämpft worden, bevor sie unterstützend eingreifen konnte. Unter hohen Verlusten musste der Angriff bereits 24 Stunden später abgebrochen werden.
Bis zum Kriegsende verblieb das Regiment im Raum Canove, dabei machte sich immer stärker die schlechte Versorgungslage bemerkbar. Bei der schlecht ernährten und abgekämpften Truppe, kam es vermehrt zu Ermüdungserscheinungen. Zudem nagten ständige britische Artillerieüberfälle und Stroßtruppunternehmungen, denen man so gut wie nichts entgegenzusetzen hatte, an der Moral.
Am Abend des 24. Oktober 1918 wurde das Regiment aus seinem Frontbereich bei Canove abgelöst. Zu diesem Zeitpunkt war die italienische Schlussoffensive am Piave bereits im Gange. Dem am 2. November dem Infanterie-Regiment Nr. 17 aufgetragenen Korpsbefehl, die eigenen zurückflutenden Truppen bei Lusern aufzufangen, kam das Regiment nicht mehr nach.
Die Angehörigen des Regiments gerieten in italienische Kriegsgefangenschaft, aus der sie 1919 entlassen wurden.

## Bekannte Angehörige des Regiments
- Heinrich Kraus von Elislago (1862–1932), späterer Feldmarschallleutnant
- Bodo Kaltenboeck (1893–1939), österreichischer Schriftsteller
- Edmund Palla (1885–1967), österreichischer Sozialpolitiker